# Agromyza granadensis
Agromyza granadensis är en tvåvingeart som beskrevs av Spencer 1972. Agromyza granadensis ingår i släktet Agromyza och familjen minerarflugor.
Artens utbredningsområde är Spanien. Inga underarter finns listade i Catalogue of Life.